# Royal Insurance Building (Liverpool)
L'hôtel Aloft Liverpool, anciennement Royal Insurance Building, est un bâtiment historique situé au 1-9 North John Street, à Liverpool, en Angleterre. Il a été construit comme siège social de la Royal Insurance Company.

## Histoire
Le bâtiment a été construit entre 1896 et 1903 en tant que siège social de la Royal Insurance Company (depuis 1996, branche du RSA Insurance Group). Le design est le résultat d'un concours remporté par James F. Doyle en 1895. L'évaluateur du concours était Norman Shaw, qui a été retenu comme architecte-conseil pour le projet, mais on ne sait pas quel rôle il a joué. Le bâtiment est construit autour d'une charpente en acier et est le premier exemple de ce type de construction au Royaume-Uni. Il a cessé d'être utilisé à la fin des années 1980 et son état s'est tellement détérioré qu'il a été inscrit au registre des bâtiments à risque du patrimoine anglais.
En 2013, sa propriété franche a été achetée par le conseil municipal de Liverpool et elle a été transformée en hôtel. Il a ouvert ses portes sous le nom d’hôtel Aloft Liverpool le 29 octobre 2014. Aux 20 ans du registre, la rénovation du Royal Insurance Building a été citée comme l'un des sauvetages réussis.

## Architecture

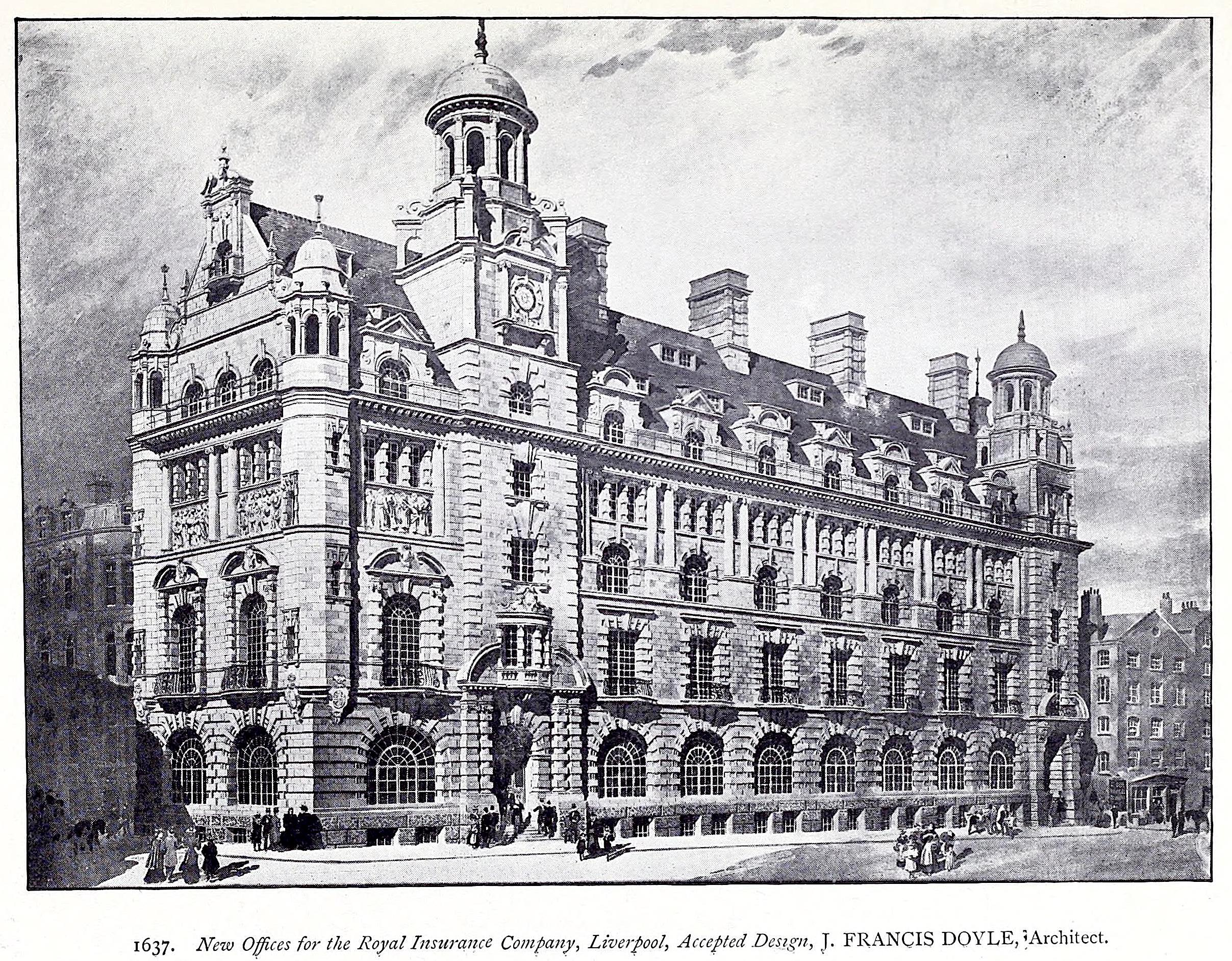
Dessin en perspective du bâtiment.

Construit autour d'une charpente en acier, le bâtiment est en pierre de Portland, avec un sous-sol et un rez-de-chaussée en granit. Son architecture est qualifiée de « somptueux néo-baroque à l'échelle la plus grandiose »  . Le bâtiment est sur quatre étages avec un sous-sol et des combles. Sur la façade de la rue Dale se trouve une fenêtre vénitienne. Le deuxième étage contient une frise conçue par CJ Allen illustrant des thèmes liés à l'assurance. Aux angles de cette façade se trouvent des tourelles octogonales avec coupoles et épis. 
L'intérieur contient l'ancien Bureau Général au rez-de-chaussée qui, en raison de la charpente en acier, est libre de toute colonne. Au-dessus, l'ancienne salle du conseil a une voûte en berceau. Les deux chambres sont décorées de stuc dans le style du XVIIe siècle. Le bâtiment est enregistré dans la liste du patrimoine national pour l'Angleterre en tant que catégorie désignée Immeuble classé de Grade II*.
Il y a un ancien Royal Insurance Building, datant de 1839, à proximité de l'avenue Queen, également classé Grade II*. 